# Gran Ferrocarril de Venezuela
El Gran Ferrocarril de Venezuela o Ferrocarril Alemán fue el mayor sistema ferroviario construido en el país hasta la actualidad, cubriendo la ruta Caracas - Valencia. Funcionó entre 1894 y 1966.

## Historia
Su construcción inició, al igual que el Ferrocarril Inglés, por orden y concesión del presidente Antonio Guzmán Blanco a Friedrich Alfred Krupp en 1887, siendo ésta traspasada el año siguiente a la compañía anónima “Grosse Venezuela Eisembahn Gesellschafts” cuyos únicos capitalistas eran el Disconto Gesellschafts de Berlín y el Norddeustche Bank de Hamburgo. Luego de 6 años de trabajo fue finalmente inaugurado el 1 de febrero de 1894 durante el primer mandato presidencial de Joaquín Crespo.

Al momento de su culminación la longitud de la línea férrea era de 179.6 kilómetros, teniendo el ferrocarril un total de 32 carros para pasajeros, 131 para carga y 30 para transporte de ganado. Todavía se conservan algunos de estos vagones en el Museo del Transporte en Caracas, en el Parque Recreacional "El Encanto" de Los Teques y en la estación El Consejo en el Estado Aragua. En cuanto a su infraestructura, se tuvieron que construir 86 túneles, 182 viaductos y 212 puentes para su funcionamiento. El ingeniero encargado fue Gustav Knoop.

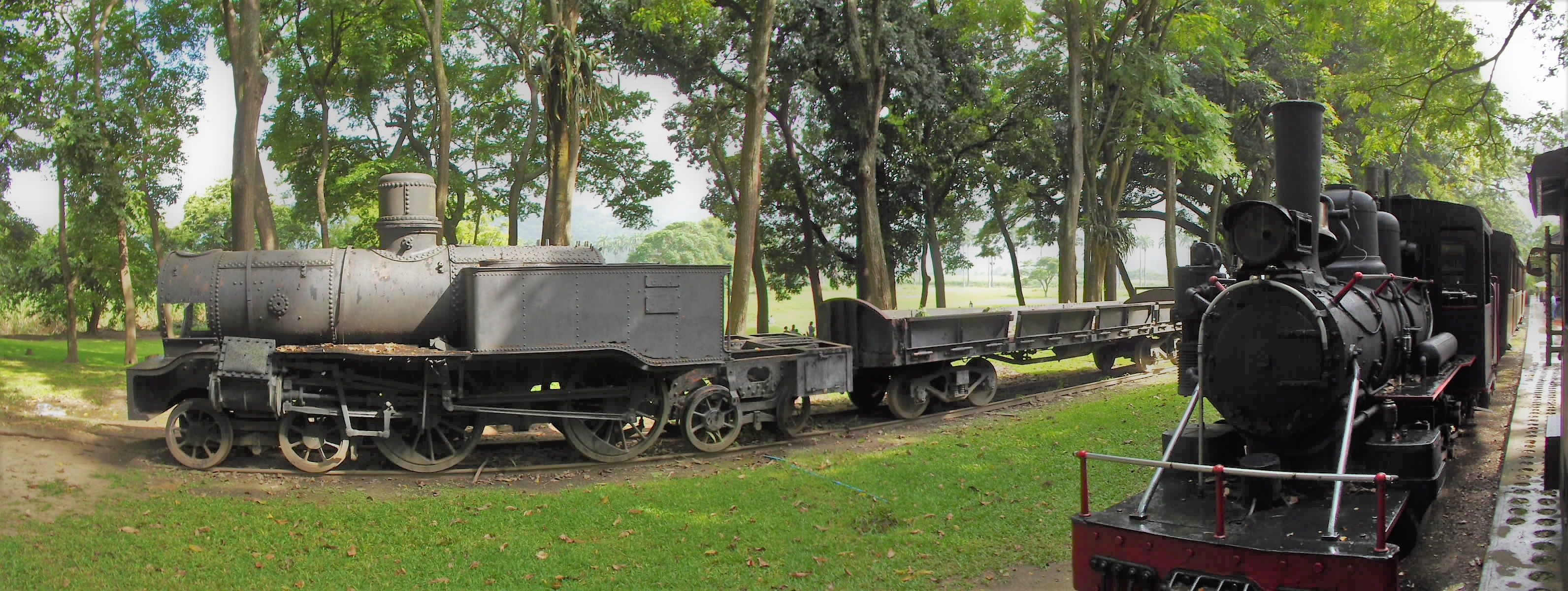
Locomotoras del Gran Ferrocarril Venezuela

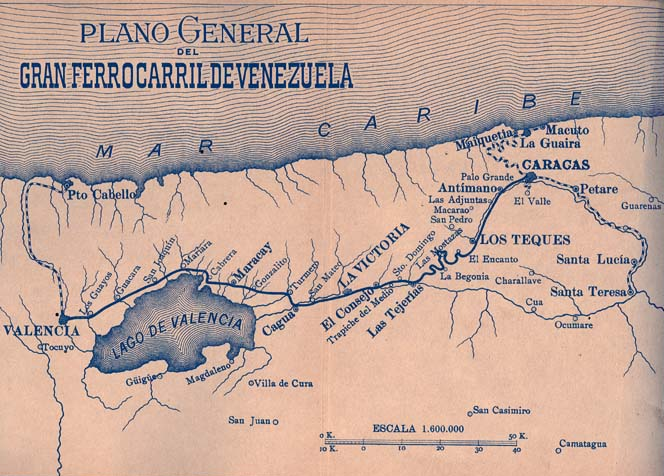
Planos Generales del GFV con porciones del Ferrocarril Inglés (Valencia-Puerto Cabello; Caracas-La Guaira)

El valor de los boletos variaba dependiendo del destino, pero eran generalmente costosos para la época: De Caracas a Los Teques, 8,75 Bs; a Las Tejerías 19,25 Bs; a La Victoria 26,25 Bs; a San Mateo 27,25 Bs; a Cagua 28,25 Bs; a Turmero 29,25 Bs; a Maracay 34,00 Bs; a Guacara 40,50 Bs y hasta Valencia 44.75 Bs. Con el tiempo los precios fueron bajando en razón de la aparición de los autobuses y taxis como competencia.

## Estaciones
La primera estación del ferrocarril era la "Central" de Caracas cerca de Miraflores, donde llegaba también el ferrocarril inglés facilitando el transporte de pasajeros y carga desde La Guaira hacia el interior de Venezuela.
Entre sus estaciones se encontraban:
- Palo Grande (Caracas)
- Antímano
- Las Adjuntas
- El Encanto (Los Teques)
- Macarao (Los Teques)
- Las Mostazas (Los Teques)
- La Begoña (Los Teques)
- Las Tejerías
- Santo Domingo
- El Consejo
- La Victoria
- San Mateo
- Cagua
- Turmero
- Conzalito
- Maracay
- Cabrera (Lago de Valencia)
- Mariara
- San Joaquín
- Guacara
- Los Guayos (Valencia)
- San Blas (Valencia)

Entre Caracas y Valencia corrían dos trenes diarios que se cruzaban en la estación de La Victoria. Inicialmente los ferrocarriles funcionaron a base de carbón, adoptando más tarde el uso del petróleo y logrando cargas con 14 vagones por viaje. Entre las locomotoras más famosas se encontraban las apodadas "Cóndor" y "La Gavilán".

## Dificultades financieras
Relatos de la época expresaron grandes elogios para su construcción, que utilizó durmientes de ferrocarril de acero Krupp. Krupp calculó la deuda de Venezuela (incluyendo daños derivados de la revolución contra el presidente venezolano Raimundo Andueza Palacio) en £ 1.900.000. La suspensión de pagos de la deuda por Cipriano Castro en 1901 activo la diplomacia de cañonero del Imperio Alemán con el bloqueo naval a Venezuela de 1902.

## Decadencia
El servicio nocturno del tren estuvo muy limitado hasta 1905, cuando se pusieron a disposición del público algunos trenes nocturnos. En 1943 ya se apreciaba un desmejoramiento en la calidad del servicio ofrecido, principalmente en cuanto a la puntualidad de los trenes, quedando la ruta entre Valencia y Caracas como la más transitada con una duración de 7 horas a una velocidad de veinte kilómetros por hora.
En enero de 1946 se decretó la creación de Instituto de Ferrocarriles del Estado (IFE) al cual se le encargó la tarea de conservar, administrar, explotar y desarrollar los ferrocarriles nacionales. En esa misma década el Gran Ferrocarril de Venezuela pasó a manos del Estado, pero la falta de inversión ocasionó que el deterioro de sus servicios continuara intensificándose.
En 1966 se realizó el último viaje del Gran Ferrocarril de Venezuela, entre la estación Palo Grande de Caracas y la estación San Blas de Valencia.